# Église Notre-Dame-de-Tramesaygues d'Audressein
L'église Notre-Dame-de-Tramesaygues est une église du XIVe siècle située en France sur la commune d'Audressein, dans le département de l'Ariège, en région Occitanie.

## Localisation
Elle se situe à 503 m d'altitude à quelques pas de la confluence du Lez et de son affluent la Bouigane, les deux principales rivières du Castillonnais. De cette situation, elle tire son nom car tramesaygues signifie "entre les eaux".

## Historique
Une église antérieure est démolie à la suite de la création d'une confrérie Notre-Dame le 8 septembre 1315 pour faire place à l'édifice actuel dont les premiers éléments datent du début du XIVe siècle : la nef centrale, le portail principal e le porche couvert. Des constructions et extensions viennen la cmpléter aux XVe siècle, XVIe siècle et XVIIe siècle. 
Au XIXe siècle, un incendie ravage le chœur et le bas-côté sud qui sont reconstruits en voûte de plâtre sur lattis. 
Elle fait l'objet d'un classement au titre des monuments historiques depuis le 13 août 1990 puis classée par l'Unesco Patrimoine mondial au titre des chemins de Compostelle en France en 1998.

## Architecture et description
C'est une église composite à trois nefs avec un clocher-mur. La nef centrale, le portail principal, le clocher-mur au-dessus de l'entrée, le porche couvert en pierre et une partie des peintures murales datent du XIVe siècle au XVe siècle, l'édifice est agrandi au nord et doté d'un portail nord avec avant-porche attenant qui s'orne de peintures murales au début du XVIe siècle.
En 1564, l'édifice s'accroît d'un bas-côté sud ouvert par un portail Renaissance. De cette époque datent la percée de la nef sur les deux bas-côtés ainsi que le voûtement du bas-côté nord où des sondages ont révélé une sculpture Renaissance

## Mobilier

### Objets classés au titre objet desmonuments historiques
- Une croix de chemin en pierre sculptée des deux côtés en demi-relief (un christ en croix et une Vierge à l'Enfant) datant du XVe – XVIe siècle[2].
- Les peintures monumentales ex-voto du porche et du mur nord de la nef datant du XVIe siècle[3].
- Les peintures monumentales ex-voto du porche datant du XVe siècle[4].
- Une cloche en bronze daté de 1558 (œuvre détruite), la cloche a été fondue en 1946 et refaite avec les mêmes caractéristiques de gravure et de tonalité[5].

### Objets inscrits à l'inventaire desmonuments historiques
- Une cloche en bronze daté de 1755[6]
- Un calice et un patène datant du XIXe siècle[7]

### Mobilier classé au titre objet desmonuments historiques
- L'armoire des fonts baptismaux datant du XVIIIe siècle[8].
- La cuve baptismale en pierre datant du XVIIe siècle[9].
- Une statue d'une pietà en bois doré datant du XVe siècle[10].

La présence d'ex-voto atteste d'un pèlerinage.

## Valorisation du patrimoine
Cette église est classée au patrimoine mondial par l'UNESCO, au titre des principaux sites des chemins de Saint-Jacques-de-Compostelle en France.

## Galerie

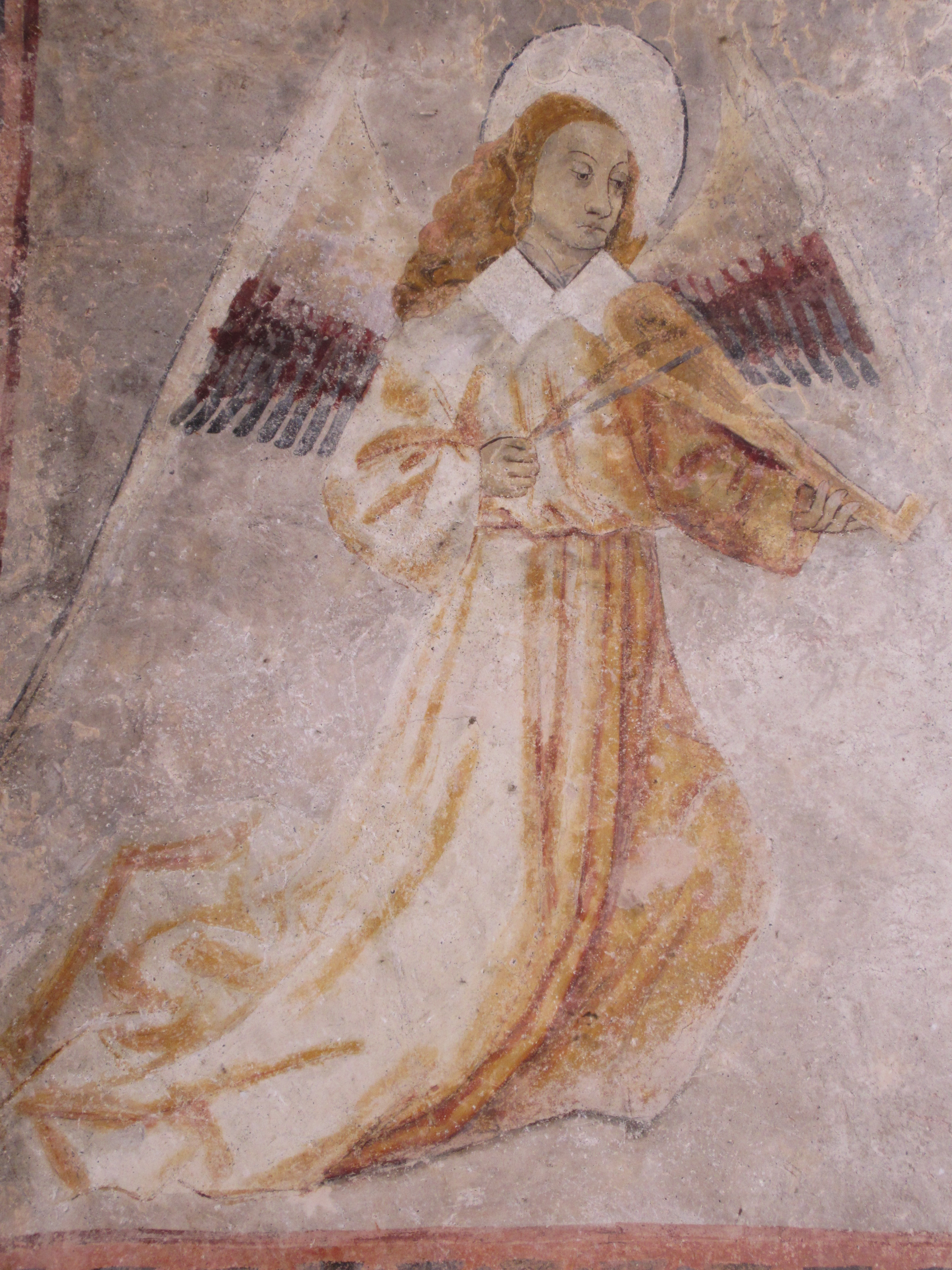
L'ange musicien.
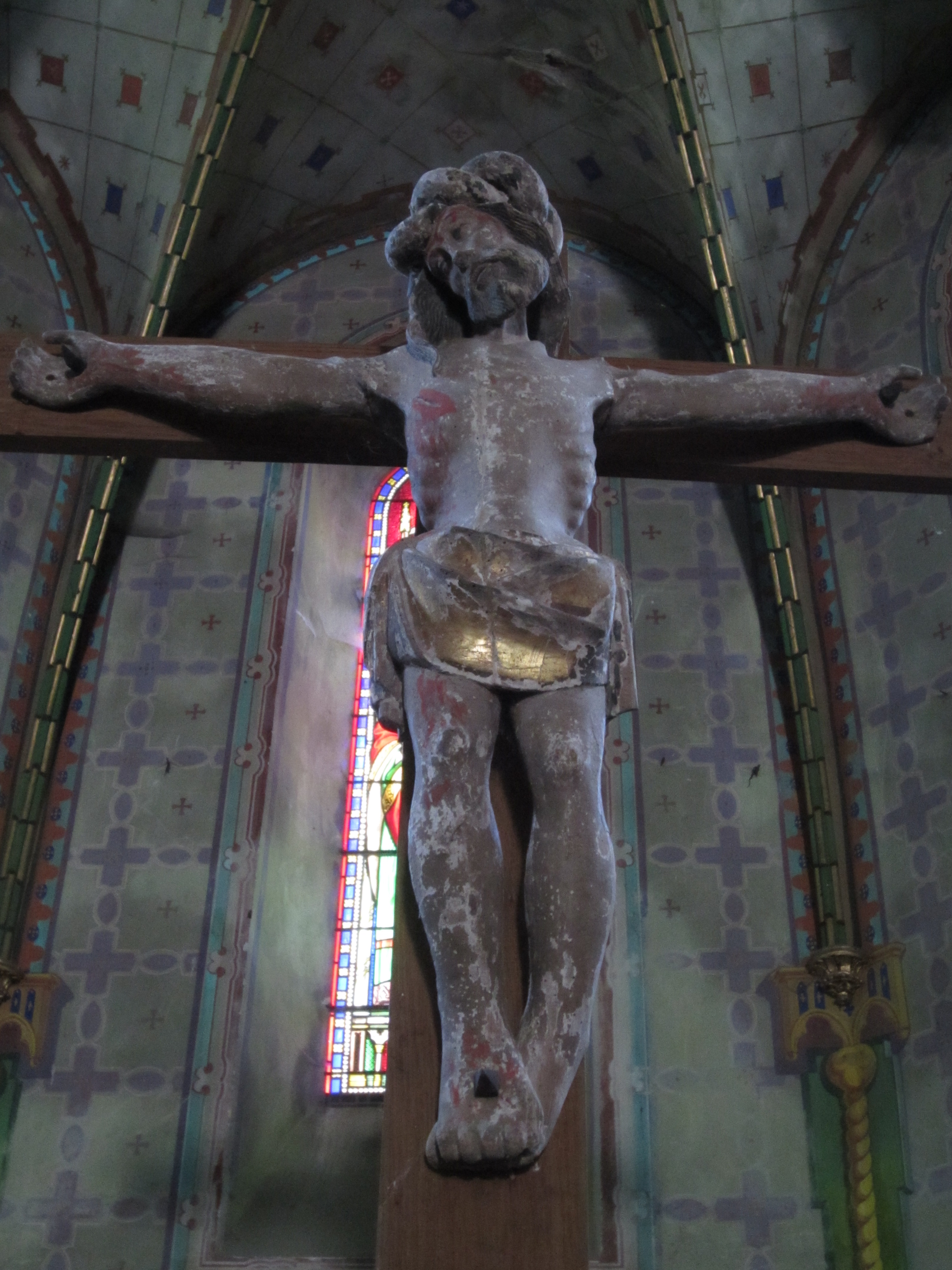
Christ en croix.
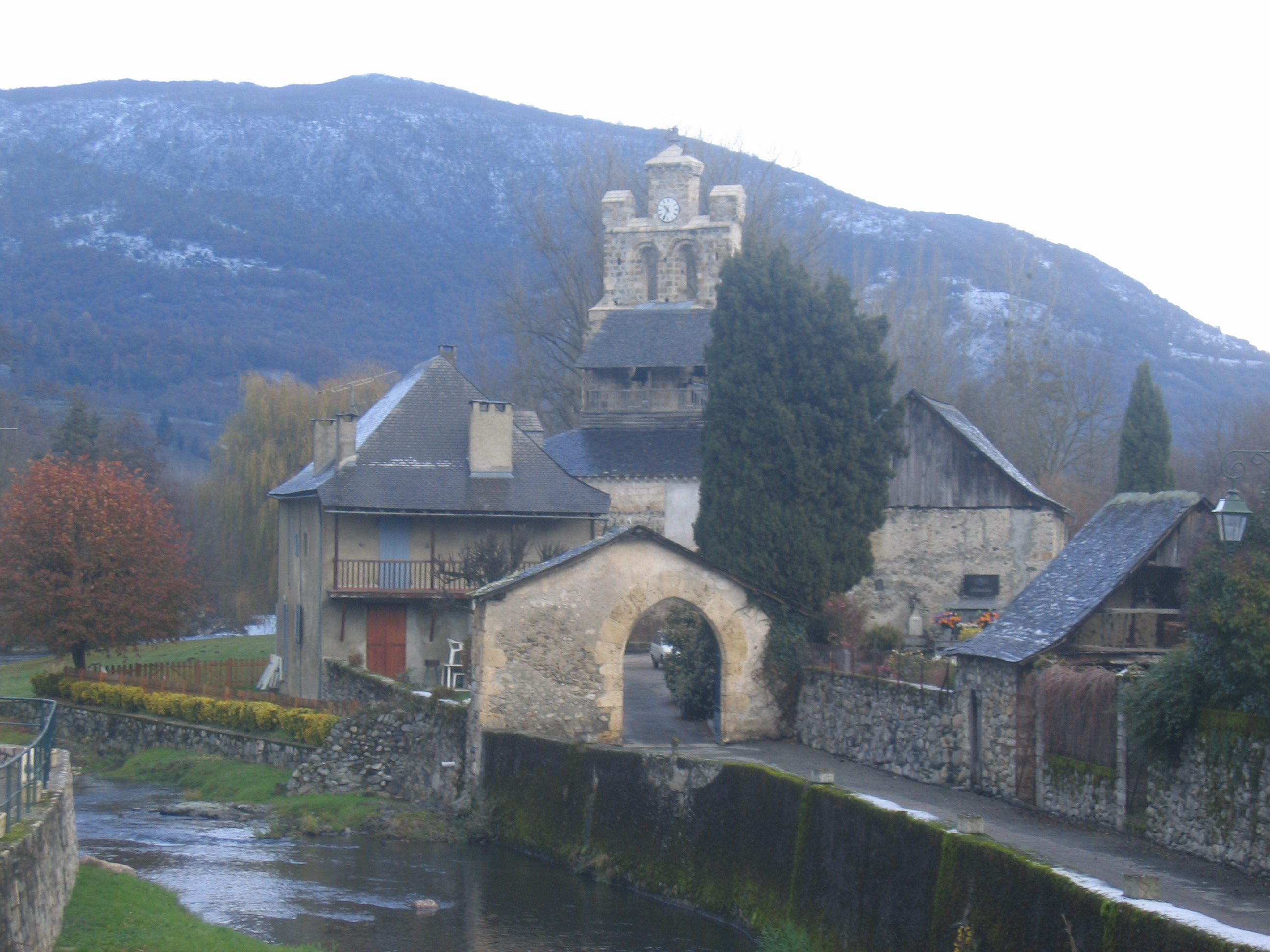
La Bouigane, des maisons d'Audressein et le clocher-mur.